# Axel Bierbaum
Axel Bierbaum (* 21. Oktober 1953 in Hamburg), in Mexiko aufgrund der spanischen Namenskonvention auch als Axel Bierbaum Dietz bekannt, ist ein deutscher Fitnesstrainer, der seit mehr als zwei Jahrzehnten in Mexiko tätig ist. Er war zudem zweimal kurzzeitig als Cheftrainer eines mexikanischen Erstligavereins im Einsatz.

## Leben
Aufgrund der dürftigen Quellen lässt sich nicht nachvollziehen, wann der gebürtige Hamburger nach Mexiko ausgewandert ist und ob er seither ausschließlich in Mexiko tätig war. Axel Bierbaum hat an der Sporthochschule Köln studiert und war in der Saison 1979/1980 Fußballspieler beim Bonner SC.
In der Saison 1988/89 war er Fitnesstrainer in Mexiko bei Cruz Azul und nach der vorzeitigen Entlassung des Cheftrainers Mario Velarde in der Saison 1989/90 für die letzten acht Spiele der Saison als Interimstrainer eingesetzt. Im September 1993 kam er beim Puebla FC noch einmal kurzzeitig für vier Spiele als Interimstrainer zum Einsatz.
Seit 1997 lässt sich seine Tätigkeit als Fitnesstrainer bei den Erstligavereinen Cruz Azul (1997–2000 sowie 2003), Monarcas Morelia (2000–2001 sowie 2008–2010), Puebla (2002 und 2003), Jaguares (2004–2006) und América (2006–2007 sowie seit 2010) nachweisen.